# Montpelier (Ohio)
Montpelier és una població dels Estats Units a l'estat d'Ohio. Segons el cens del 2000 tenia 4.320 habitants.

## Demografia
Segons el cens del 2000, Montpelier tenia 4.320 habitants, 1.751 habitatges, i 1.131 famílies. La densitat de població era de 617,8 habitants per km².
Dels 1.751 habitatges en un 33,6% hi vivien nens de menys de 18 anys, en un 48% hi vivien parelles casades, en un 11,8% dones solteres, i en un 35,4% no eren unitats familiars. En el 30,2% dels habitatges hi vivien persones soles el 15,1% de les quals corresponia a persones de 65 anys o més que vivien soles. El nombre mitjà de persones vivint en cada habitatge era de 2,43 i el nombre mitjà de persones que vivien en cada família era de 2,99.
Per edats la població es repartia de la següent manera: un 27,4% tenia menys de 18 anys, un 9,8% entre 18 i 24, un 27,6% entre 25 i 44, un 19% de 45 a 60 i un 16,2% 65 anys o més.
L'edat mediana era de 34 anys. Per cada 100 dones de 18 o més anys hi havia 86,2 homes.
La renda mediana per habitatge era de 31.678 $ i la renda mediana per família de 41.250 $. Els homes tenien una renda mediana de 31.389 $ mentre que les dones 21.508 $. La renda per capita de la població era de 14.791 $. Aproximadament el 4,3% de les famílies i el 6,2% de la població estaven per davall del llindar de pobresa.

## Poblacions més properes
El següent diagrama mostra les poblacions més properes.